# Луций Кокцей Ауктус
Луций Кокцей Ауктус (на латински: Lucius Cocceius Auctus; 1 век пр.н.е. – † 1 век) е древноримски инженер и архитект работещ под патронажа на император Октавиан Август.

## Биография
Вероятно е от гръцки произход и е роден в района на Куме. Източниците сочат, че Луций Кокцей е освободен роб. Различни надписи по археологически обекти показват, че преди да бъде освободен е бил собственост на Гай Постумий и на Луций Кокцей Нерва, който е приятел на Октавиан Август и прачичо на император Нерва. Името Луций Кокцей показва, че архитектът е приел името на бившия си собственик.
През 37 пр.н.е. по времето на гражданската война между Октавиан и Помпей строи по нареждане на генерал Марк Випсаний Агрипа пристанищният комплекс „Порт Юлий“, като свързва езерото Аверно посредством канал с Лукринското езеро и с морето, 705 m дълъг тунел Crypta Neapolitana от Неапол до Поцуоли и дългия един километър тунел Grotta di Cocceio („Кокцей-тунел“) от езерото Аверно до Куме. Тунелът е достатъчно широк през него да преминат две каруци едновременно, а светлина и въздух в Grotta di Cocceio се осигуряват от шест вертикални шахти, които са изкопани в хълма под който се намира тунелът.
Кокцей също строи през 27 пр.н.е. и оригиналният Пантеон в Рим. През 20 пр.н.е. строи в Поцуоли храма на Август с финансовата подкрепа на търговеца Луций Калпурний.

## Галерия
- Вход на Crypta Neapolitana
- Grotta di Cocceio
- Храмът на Август в Поцуоли
- Пантеона в Рим

### Цитирана Литература

#### Класически автори
- Страбон. География //   Loeb Classical Library, 1923. (на английски)

#### Модерни автори
- Bilotta, Flora, Lirer, Viggiani, Emilio, Alessandro, Stefania, Carlo. Geotechnics and Heritage: Case Histories //   CRC Press, 2013. ISBN 9781138000544. (на английски)
- Маркиз дьо Сад, преводач: James A. Steintrager. Journey to Italy //   Toronto; Buffalo; London, University of Toronto Press, 2020. ISBN 9781487505974. (на английски)
- Ulrich, Quenemoen, Roger B., Caroline K. A Companion to Roman Architecture //   Wiley-Blackwell, 2013. ISBN 978-1405199643. (на английски)
- Mutton, Karen. Subterranean Realms: Subterranean & Rock Cut Structures in Ancient & Medieval Times //   Adventures Unlimited Press, 2022. ISBN 978-1948803434. (на английски)
- Jean-Pierre, Adam. La Construction Romaine, Materiaux et Techniques //   Paris, Picard, 1984. ISBN 978-2708401044. (на френски)
- Rodrigues, Traviglia, Jennifer A, Arianna. IKUWA6: proceedings of the Sixth International Congress for Underwater Archaeology //   Oxford, Archaeopress Publishing Ltd, 2020. ISBN 9781784916435. (на английски)
- Reinhold, Meyer. Marcus Agrippa. A biography.   New York, The W. F. Humphrey Press Geneva, 1933. (на английски)
- Hughes, Buongiovanni, Jessica, Claudio. Remembering Parthenope : The reception of Classical Naples from Antiquity to the present //   Oxford, Oxford University Press, 2015. ISBN 9780199673933. (на английски)
- Tuck, Steven. Latin Inscriptions in the Kelsey Museum: The Dennison and De Criscio Collections //   University of Michigan Press, 2005. ISBN 9780472115167. (на английски)